# Onthophagus ptox
Onthophagus ptox é uma espécie de inseto do género Onthophagus, família Scarabaeidae, ordem Coleoptera.
Foi descrita cientificamente por Erichson em 1847.